# Julia Babilon
Julia Babilon (* 14. Juli 1984 in Düsseldorf) ist eine ehemalige deutsche Tennisspielerin.

## Karriere
Babilon spielte bis zum Ende der Saison 2008 beim Zweitligisten THC im VfL Bochum. Zur Saison 2009 wechselte sie zum TC Moers 08 in die erste Bundesliga. In der Saison 2010 belegte Julia Babilon Rang 18 des DTB. In der WTA-Weltrangliste belegte sie Ende 2010 Rang 541. Julia Babilon wurde von Marc-Kevin Goellner trainiert.

## Turniersiege

### Einzel
| Nr. | Datum           | Turnier                   | Kategorie   | Belag | Finalgegnerin           | Ergebnis      |
| --- | --------------- | ------------------------- | ----------- | ----- | ----------------------- | ------------- |
| 1.  | 12. August 2007 | Rebecq                    | ITF $10.000 | Sand  | Samantha Schoeffel      | 6:2, 6:0      |
| 2.  | 29. März 2009   | Gonesse                   | ITF $10.000 | Sand  | Magdalena Kiszczyńska   | 3:6, 6:3, 6:4 |
| 3.  | 4. Mai 2009     | Wiesbaden                 | ITF $10.000 | Sand  | Darija Jurak            | 6:1, 6:2      |
| 4.  | 2. August 2009  | Bree                      | ITF $10.000 | Sand  | Jewhenija Kryworutschko | 6:3, 7:5      |
| 5.  | 30. August 2009 | Pörtschach am Wörther See | ITF $10.000 | Sand  | Alexia Virgili          | 6:2, 6:2      |